# Sint-Théodulekerk (Lods)

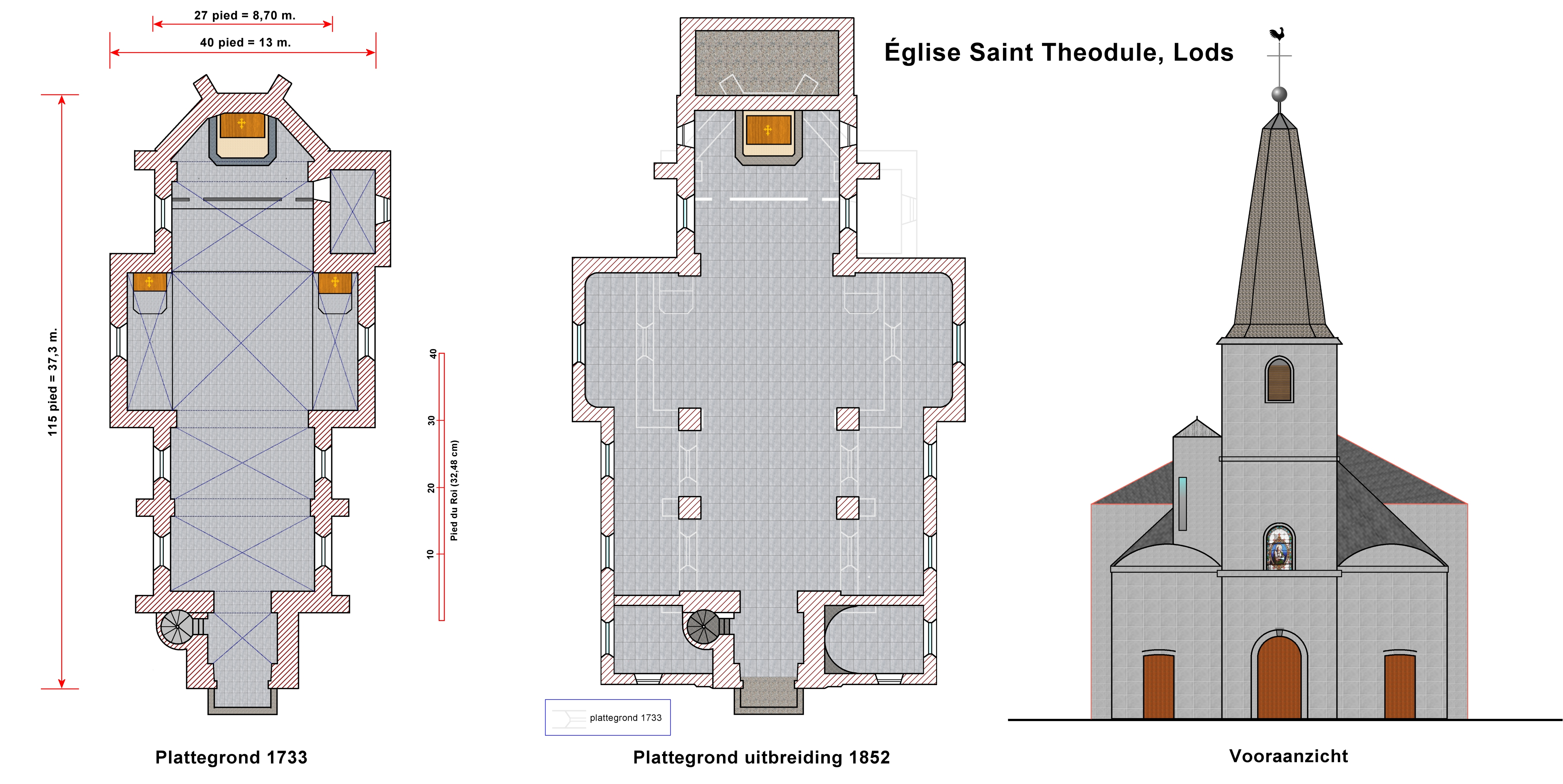
Église Saint Theodule

Église Saint Théodule van Lods is een plattelandskerk in Lods in de Doubs die dateert uit 1733. De kerk is een goed voorbeeld van de plattelandskerken van de Franche-Comté uit de 18e eeuw. Het interieur heeft een rijke symboliek, die wordt uitgebeeld door een koepel, fresco's, elf gebrandschilderde ramen, via beelden en schilderijen.

## Geschiedenis
In zijn testament van 5 januari 1457 liet Jean de Thoraise, heer van Torpes en Lods, optekenen dat hij buiten zijn versterkte woning (kasteel van Lods) in Lods een kapel heeft laten bouwen. De kapel was gewijd aan de maagd Maria, Sint Michaël, de engelen van het Paradijs en Sint Odilia. Deze kapel had een afmeting van 19 m lang en 5,5 m breed met een kleine zijkapel van 4,5 bij 2 meter. In 1633 verkrijgt de kapel een relikwie van een botfragment van de heilige Theodorus van Wallis,  de beschermheilige van de wijngaarden, daarom kreeg de kapel vanaf die tijd de naam "Saint Théodule".
In 1731 namen 14 bewoners van Lods het initiatief om een kerk te bouwen, zij brachten 1800 livres bijeen en door Jean Roy, de pastoor van Saint-Baraing, werd dit aangevuld met 4000 livres. De architect was Jean-Pierre Galezot en de bouw werd aangenomen door Claude Nicolas Mignon voor de som van 4050 livres. In 1733 werd de eerste steen gelegd en in 1736 werd de bouw voltooid en het godshuis ingewijd. In 1742 werd een verzoek tot zelfstandigheid door de aartsbisschop geweigerd.
Tijdens de Franse Revolutie kreeg men in september 1791 alsnog zelfstandigheid van het bestuur van het departement.
Omdat de bevolking en het aantal kerkgangers was toegenomen werd in de jaren 1851-1852 de kerk uitgebreid en een begraafplaats aan de noordzijde aangelegd.
De uitbreiding was mogelijk door een legaat van 10.000 livres van François Auguste Lancrenon (voormalig notaris in Vesoul en geboren in Lods) en
een subsidie van 3000 livres van de overheid.
Van 1895 tot 1899 werden elf gebrandschilderde ramen voor de kerk vervaardigd door Maison Höner et J. Janin in Nancy.

## Beschrijving
De kerk is opgetrokken uit gehouwen kalksteen, heeft drie beuken met kruisgewelven en twee zijkapellen, de plattegrond is een Latijns kruis.
De klokkentoren (33 meter hoog) is eveneens opgetrokken in kalksteen, de toren en de eerste travee van het koor dateren uit de 18e eeuw (architect J.-P. Gazelot).
De ingang bevindt zich, zoals gebruikelijk in de 18e eeuw, onder de klokkentoren. De toren is toegankelijk via een wenteltrap in het portaal, via een kleine ronde zijtoren wordt de eerste zolder bereikt, hogerop via een ladder naar de klokkenzolder.
Luidklokken:
- "Marie-Louise-Victoria", diameter 123 cm, Gewicht 1.065 kg, George Farnier in Robécourt, 1939, toon Ré3
- "Jacqueline-Yolande"”, diameter 94,5 cm, Gewicht 480 kg, Fondue van Paccard, Annecy-Le-Vieux, 2018, toon Sol3
- De oude "Constance"”, diameter 94,4 cm, Gewicht 480 kg, Bournez in Morteau, 1824, toon Sol3, raakte in (defect in 1991 en verkocht).

Het gietijzeren uurwerk werd vervaardigd door Maison Ducommun uit Lausanne. In het jaar van de inzegening van de kerk (1736) werd het uurwerk in de toren geplaatst. Het uurwerk kostte toen 270 livres (zonder de touwen en de gewichten).
In de jaren 1860-1870 werd het uurwerk vervangen door een moderner type die de kwartieren sloeg, deze werd vervaardigd door Maison Lucien Prêtre de Mamirolle. Het werd in 1991 vervangen door een elektrisch uurwerk.
Het uurwerk staat nu (2024) in de noordbeuk direct naast de ingang. Behalve de wijzerplaat aan de toren werd ook een tweede boven de galerij aangedreven, zodat de priester en de parochianen de lengte van de preek konden bepalen.

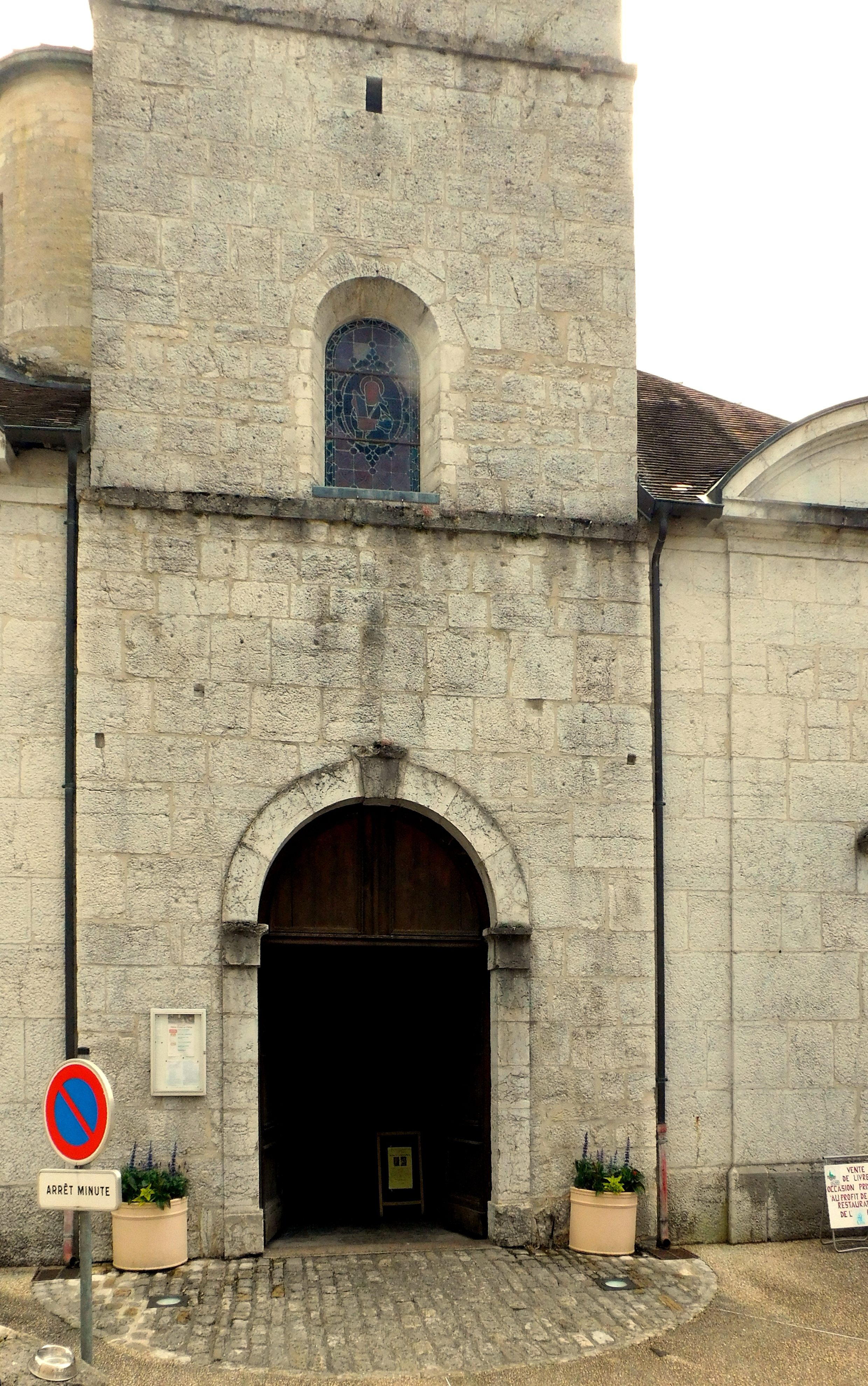
ingang
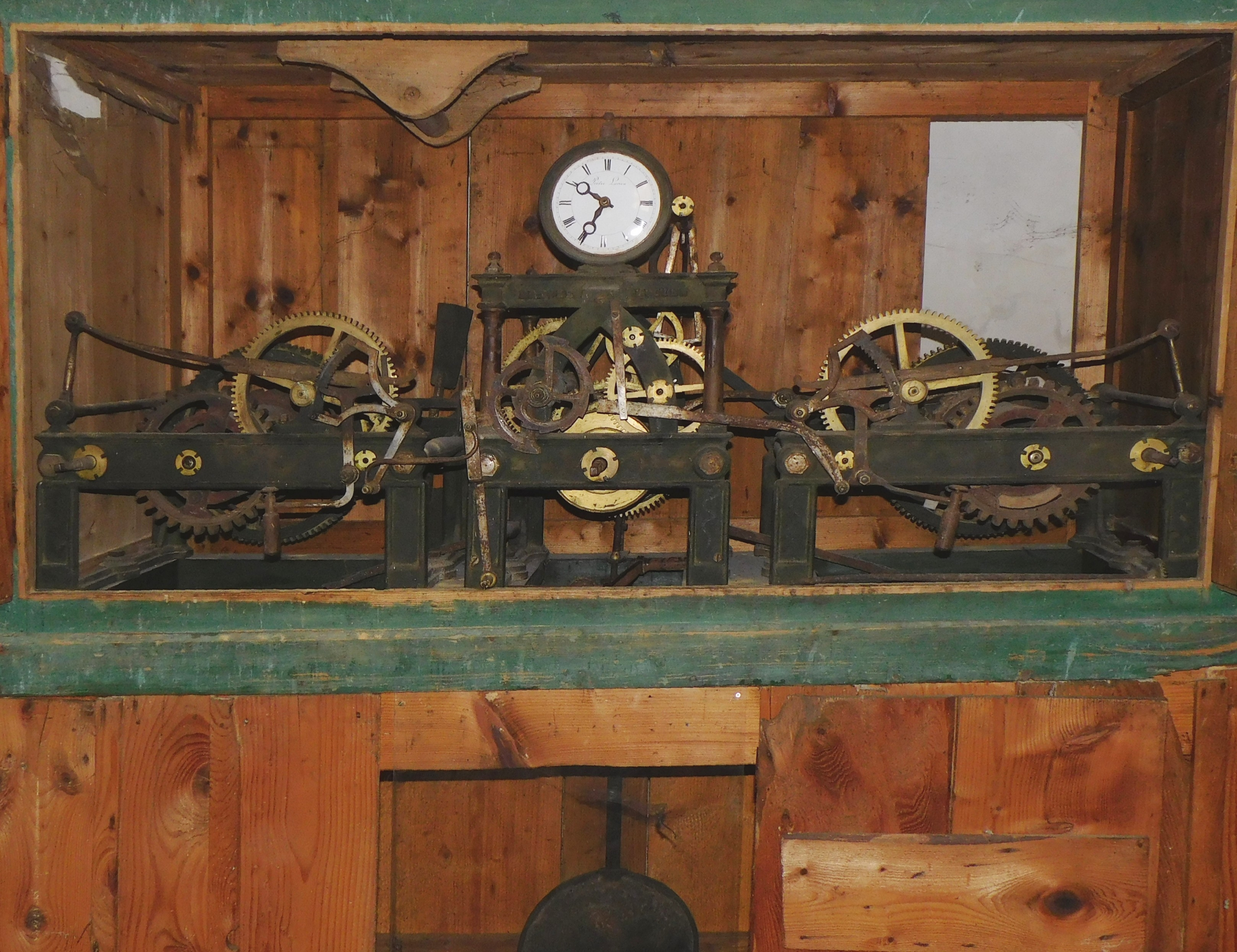
Saint Theodule, Lods, uurwerk, 1870

### Interieur
Het interieur is voor een plattelandskerk bijzonder rijk, de gang van de gelovigen wordt symbolisch uitgebeeld. Bij binnenkomst zijn aan beide zijden van het schip in de bogen fresco's van de beschermheiligen aangebracht:
- Noordzijde, heilige Werner van Oberwesel (Vernier), patroon van de wijngaarden van het Loue-dal.
- Zuidzijde, heilige Eligius, patroon van de smeden.
- Noordzijde, de hemelvaart van Jezus, opgeheven in de wolken omringd door cherubijnen.
- Zuidzijde, de hemelvaart van Maria.

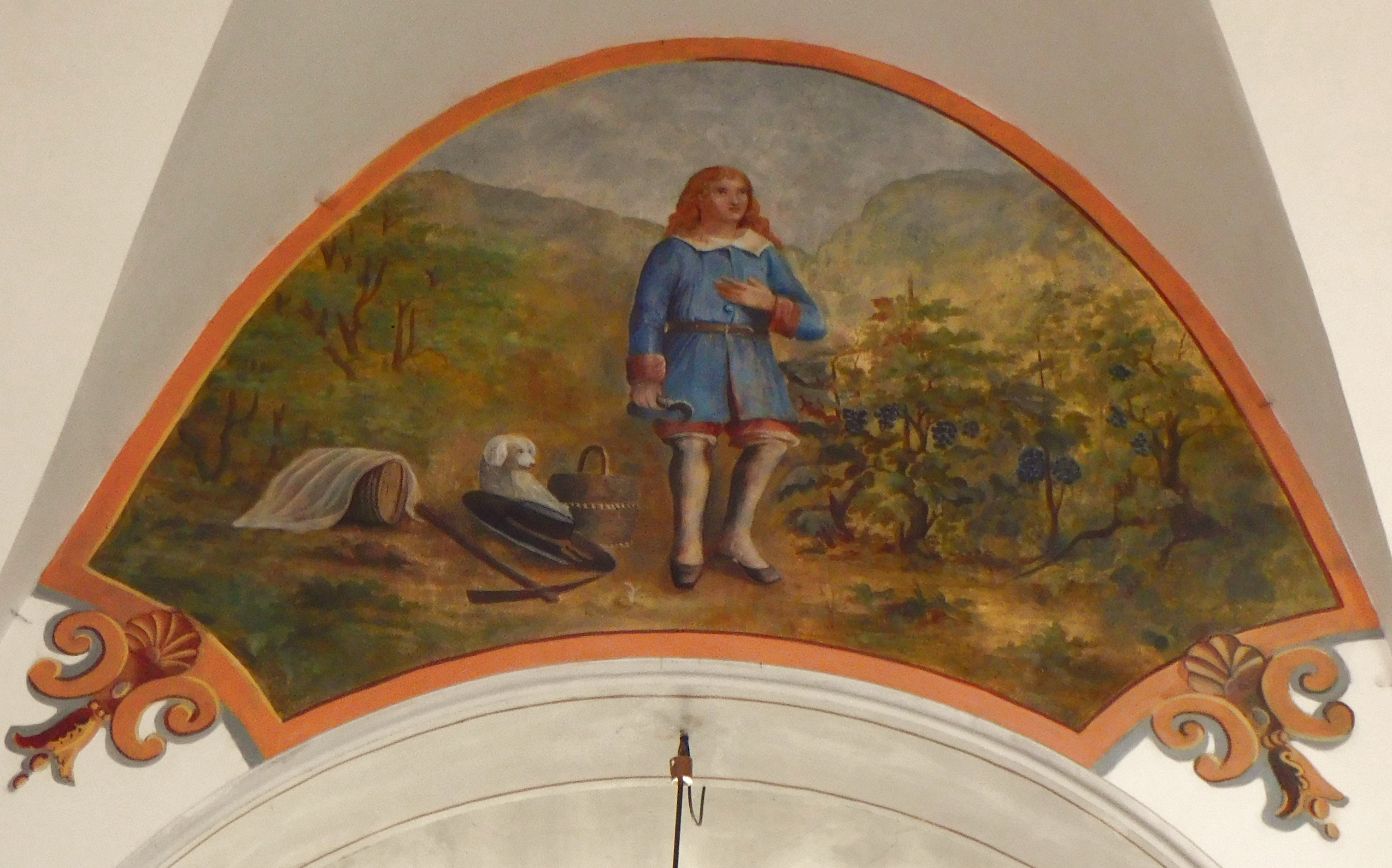
Saint Vernier, fresco
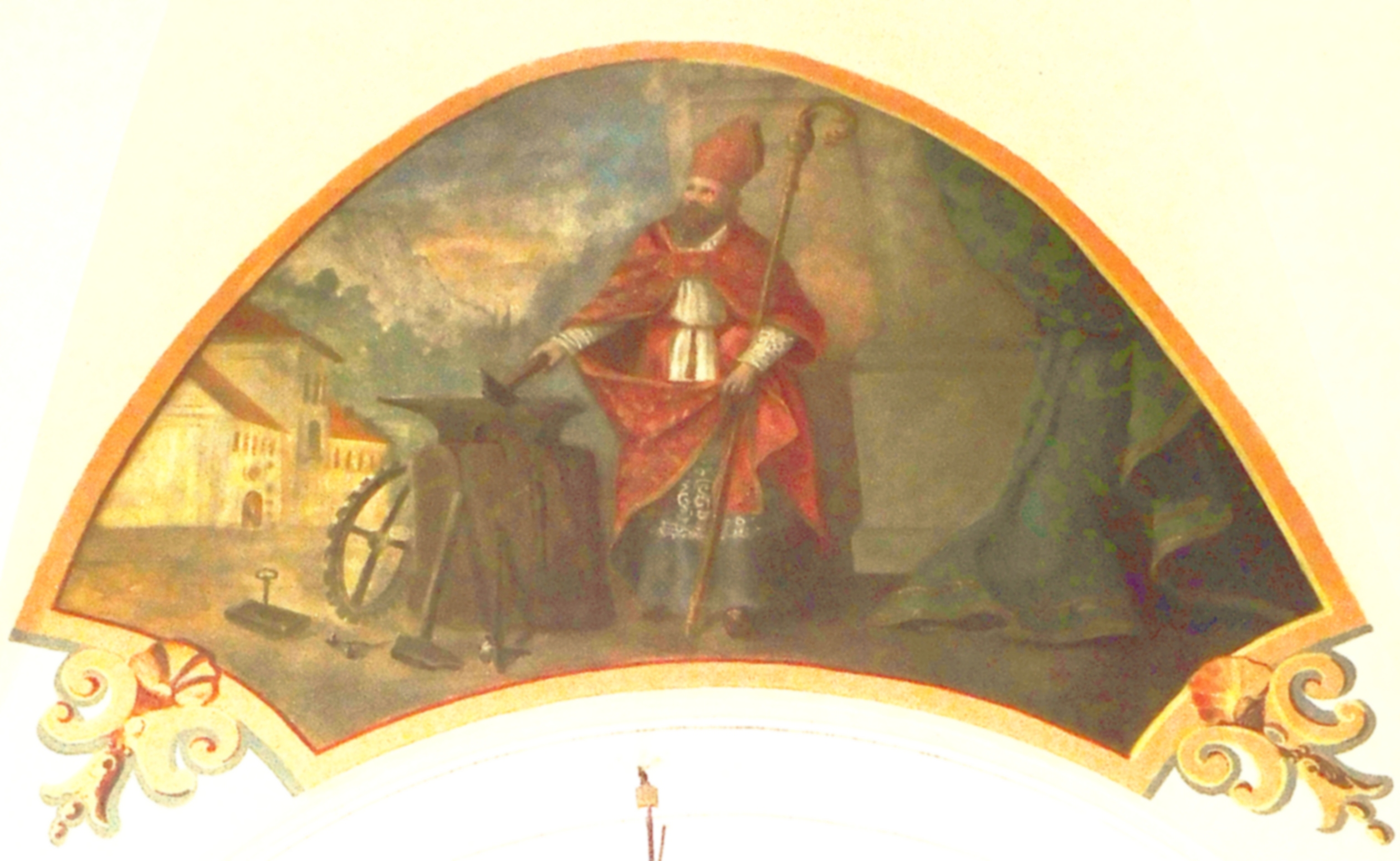
Saint Eloi, fresco
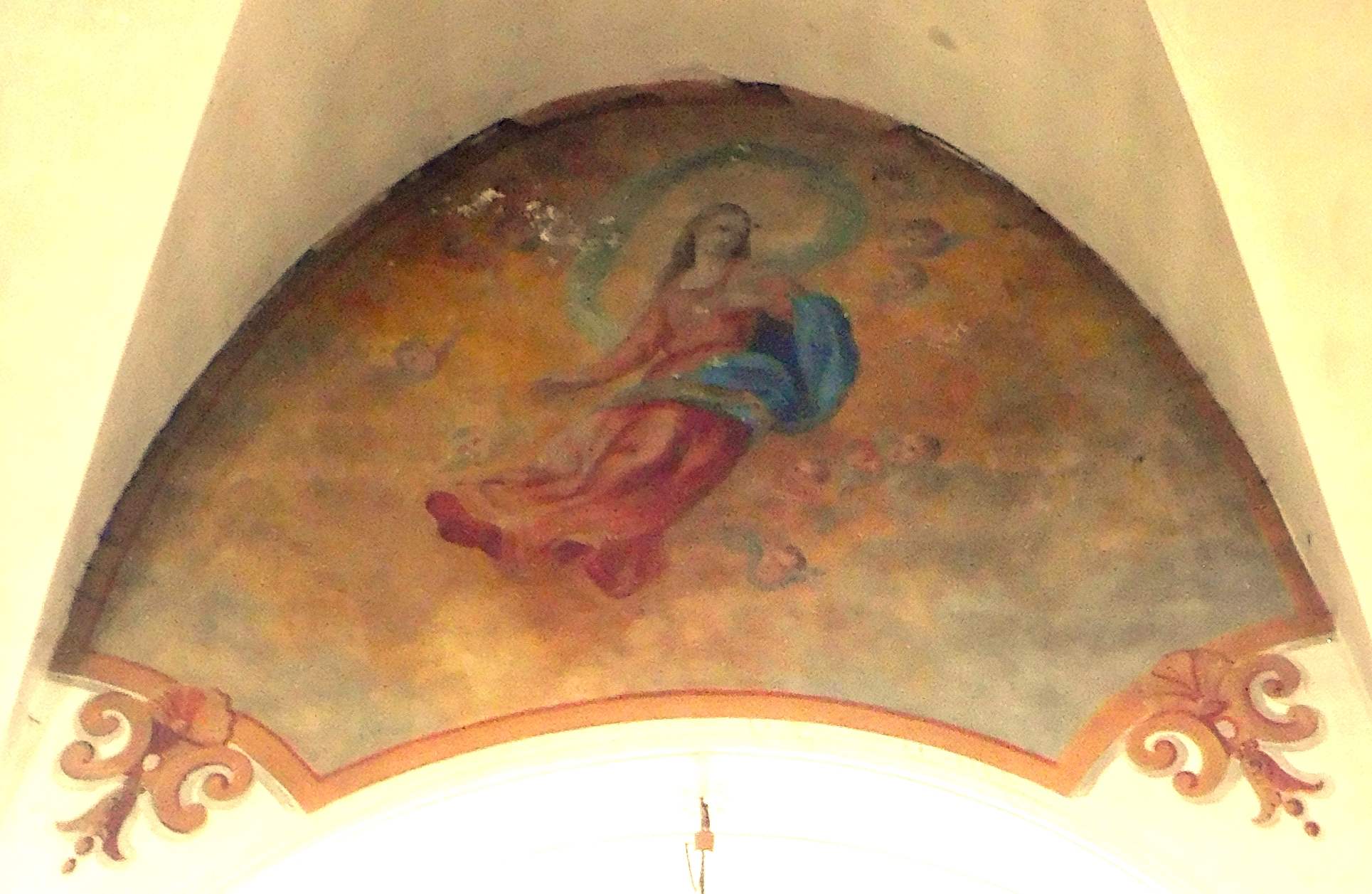
Maria Hemelvaart, fresco

Bij de noordwesthoek van de koepel is de preekstoel, deze is vervaardigd, voor een bedrag van 100 livres, door een lokale meester-meubelmaker Proyard de Vercel. De preekstoel werd in 1736 tegen de vierde pilaar geplaatst.
De belangrijkste schilderijen: "La Fuite en Egypte", "La Sainte Famille", "le Retour du temple", "Saint Augustin" uit 1860 van een lokale kunstenares Mme. L. Mogey, "Saint Pierre" en drie op het hoogaltaar.
Verder zijn er een aantal beelden die op verschillende plaatsen zijn te zien.

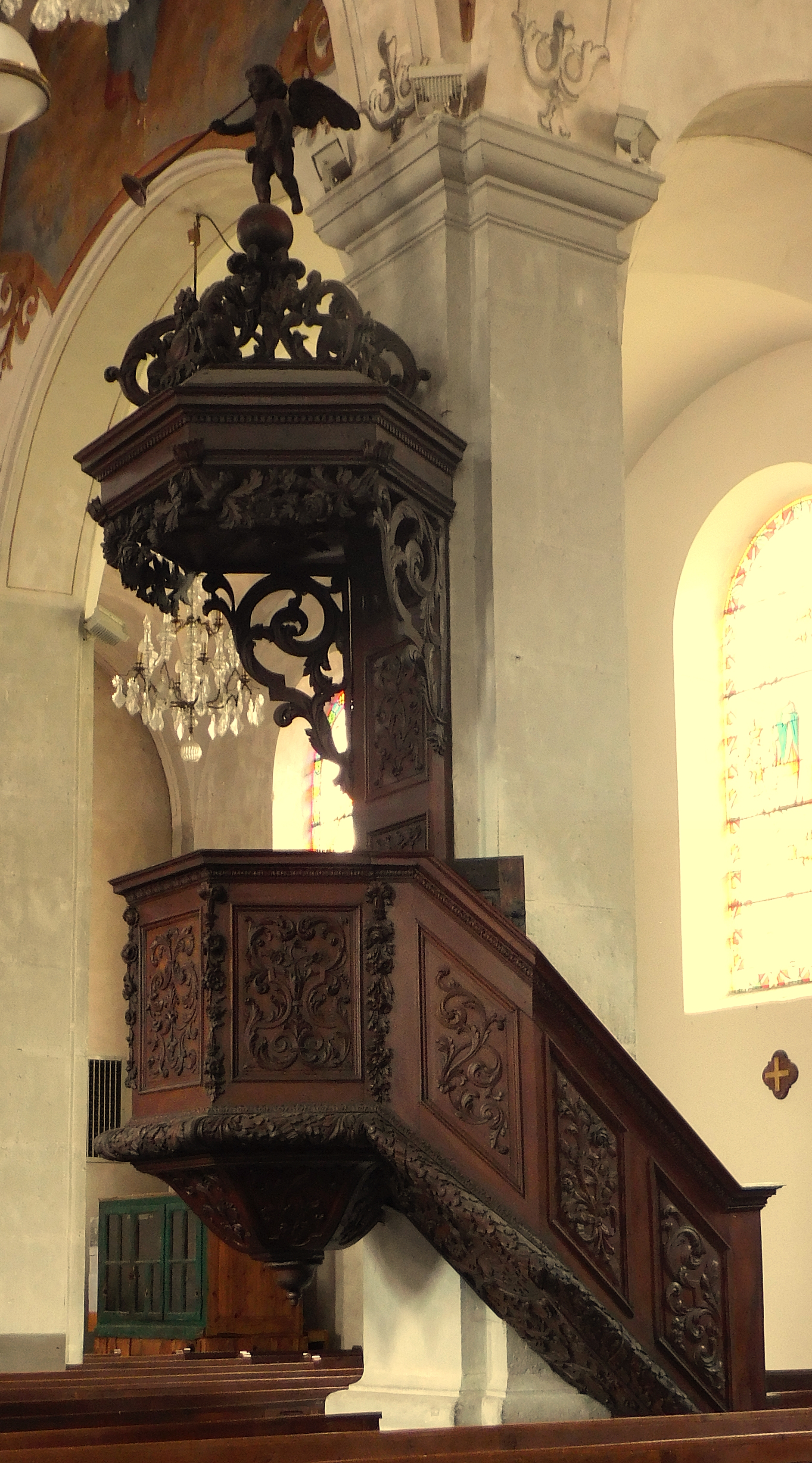
preekstoel
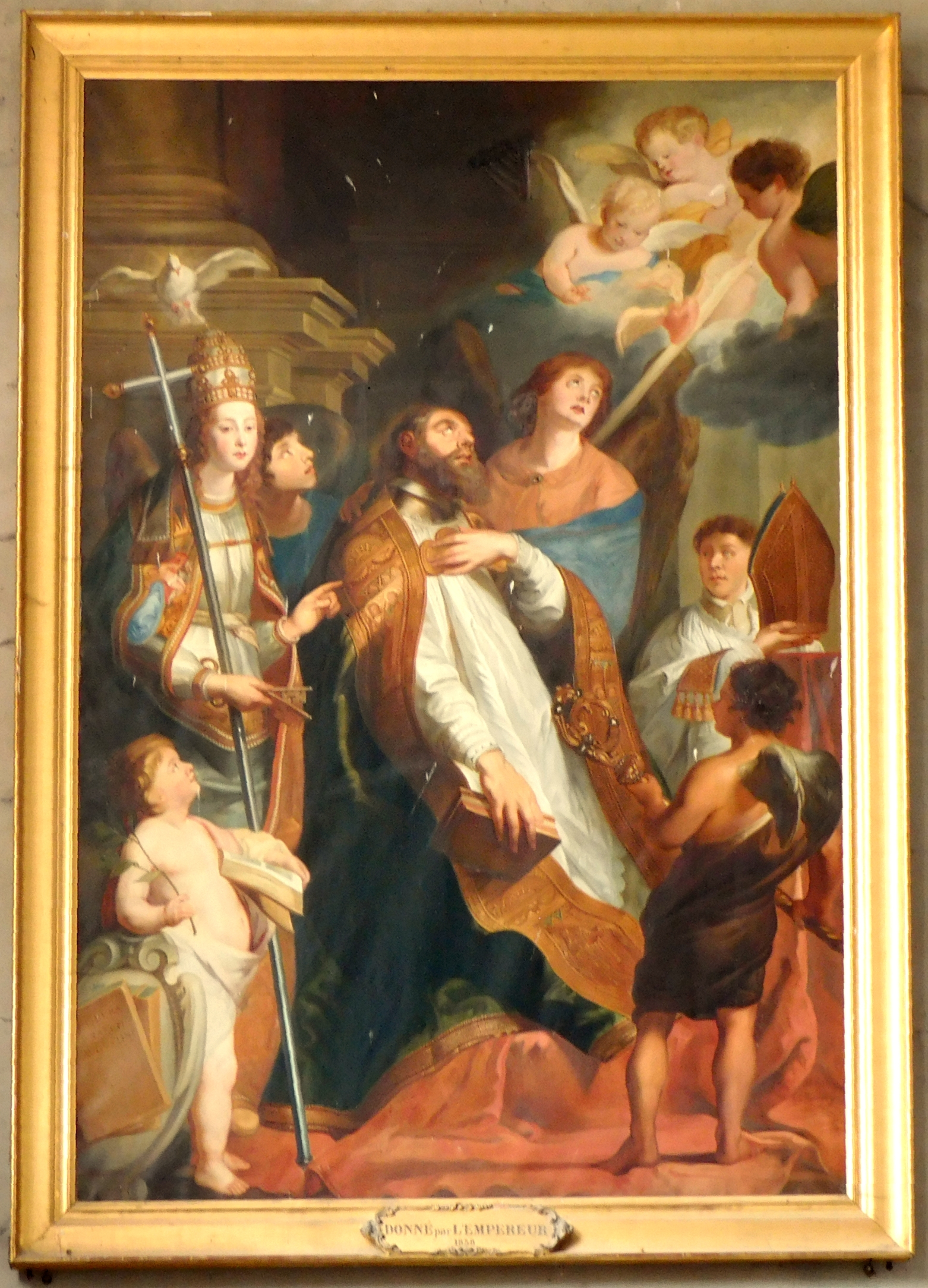
Saint Augustin
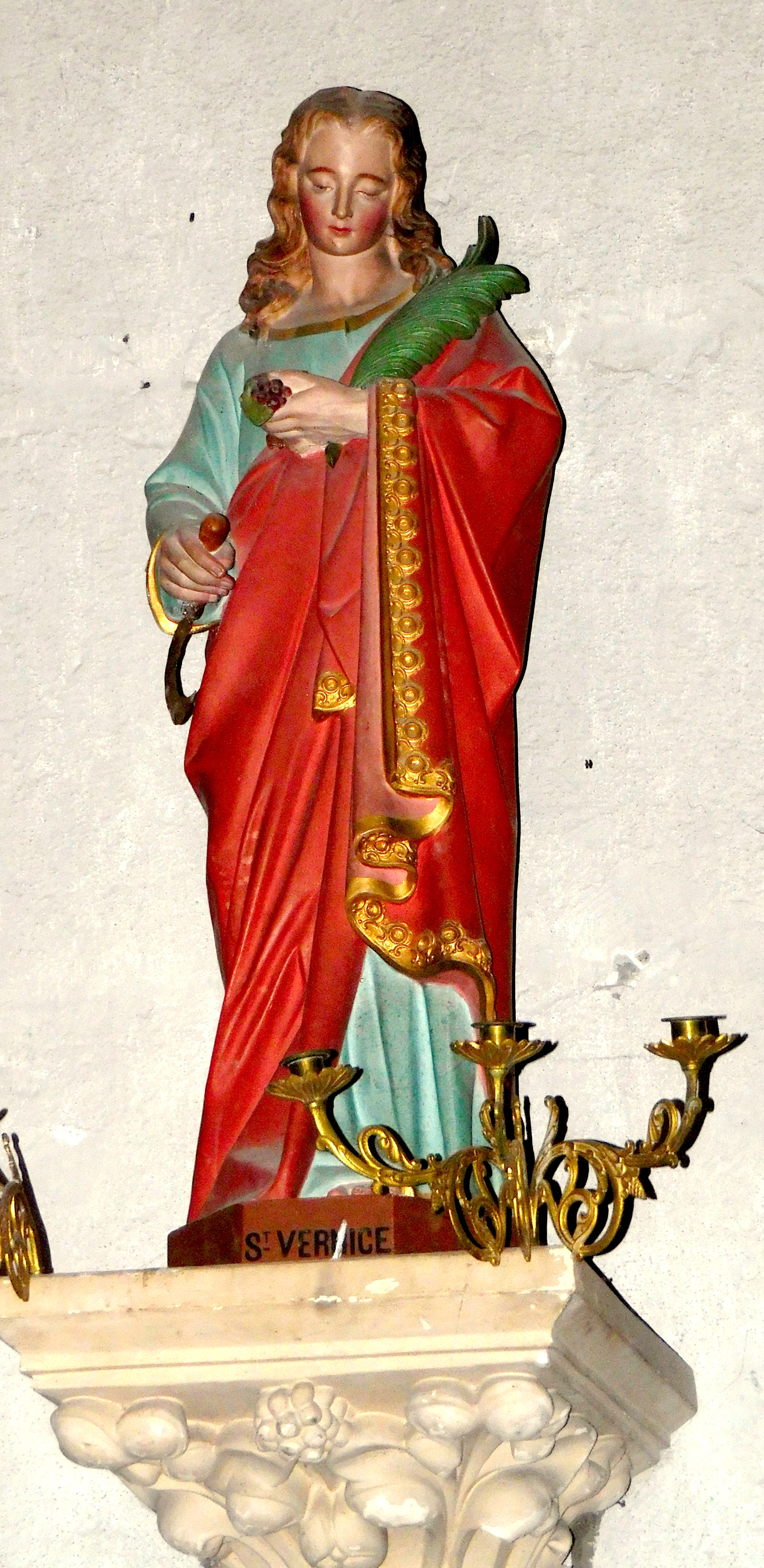
Saint Vernier
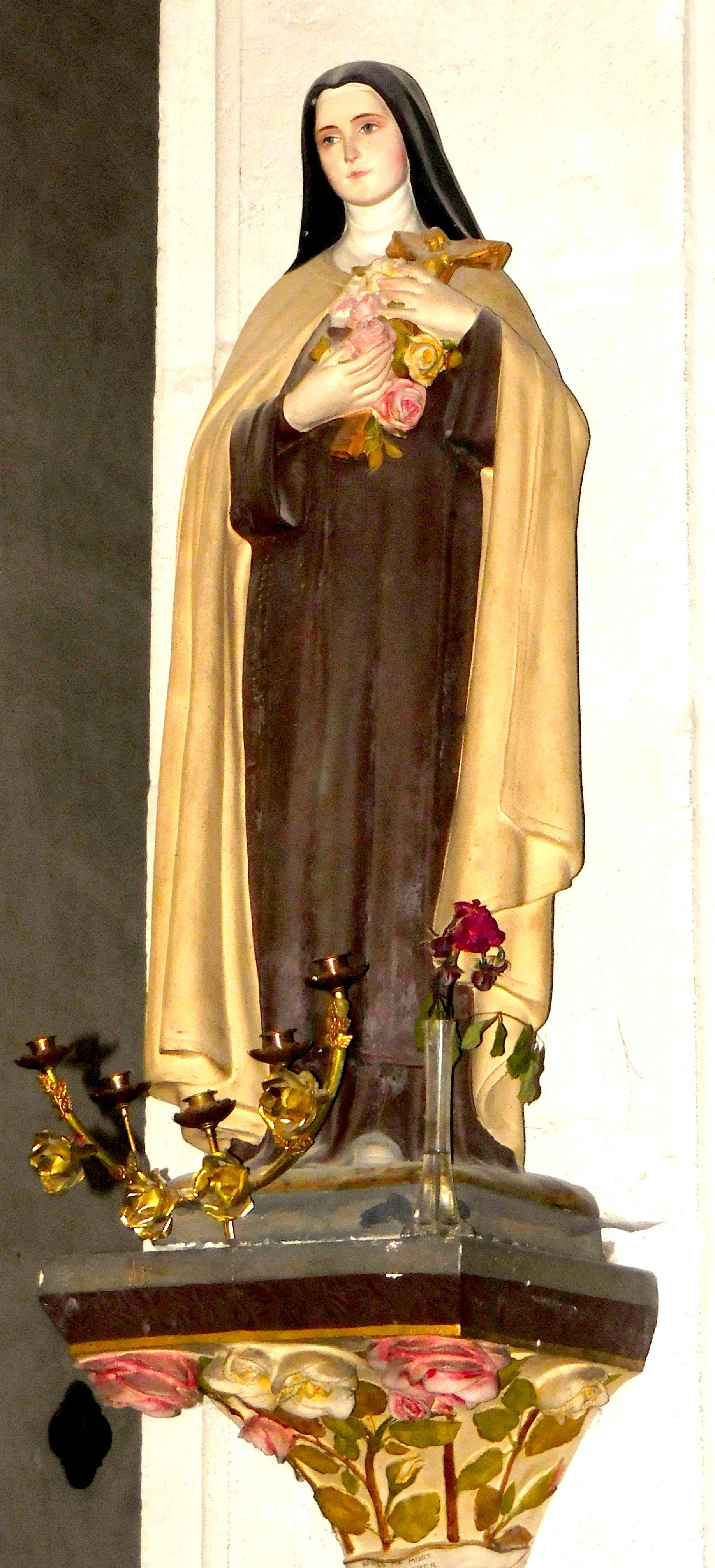
Sainte Thérèse
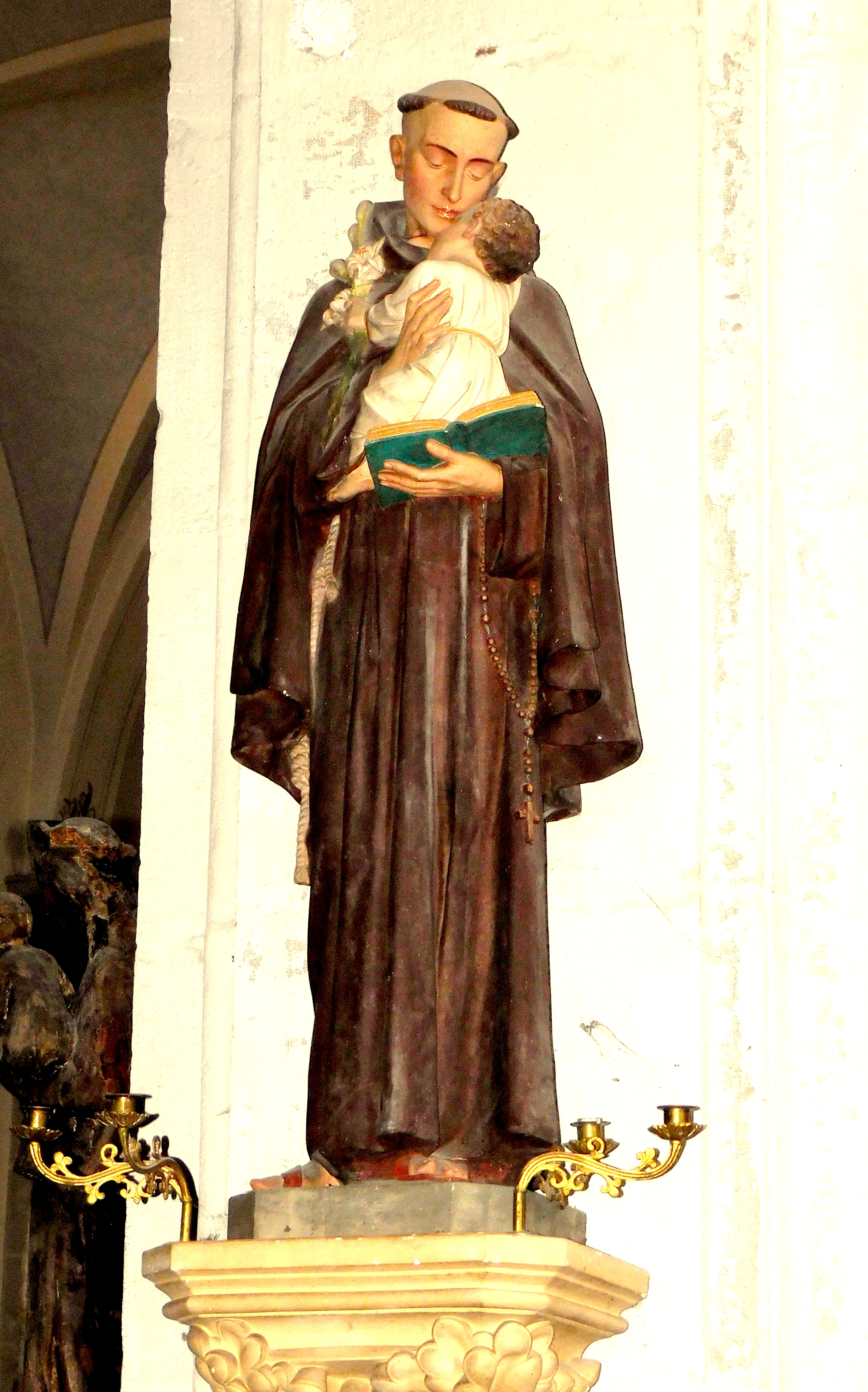
Saint Antoine de Padoue
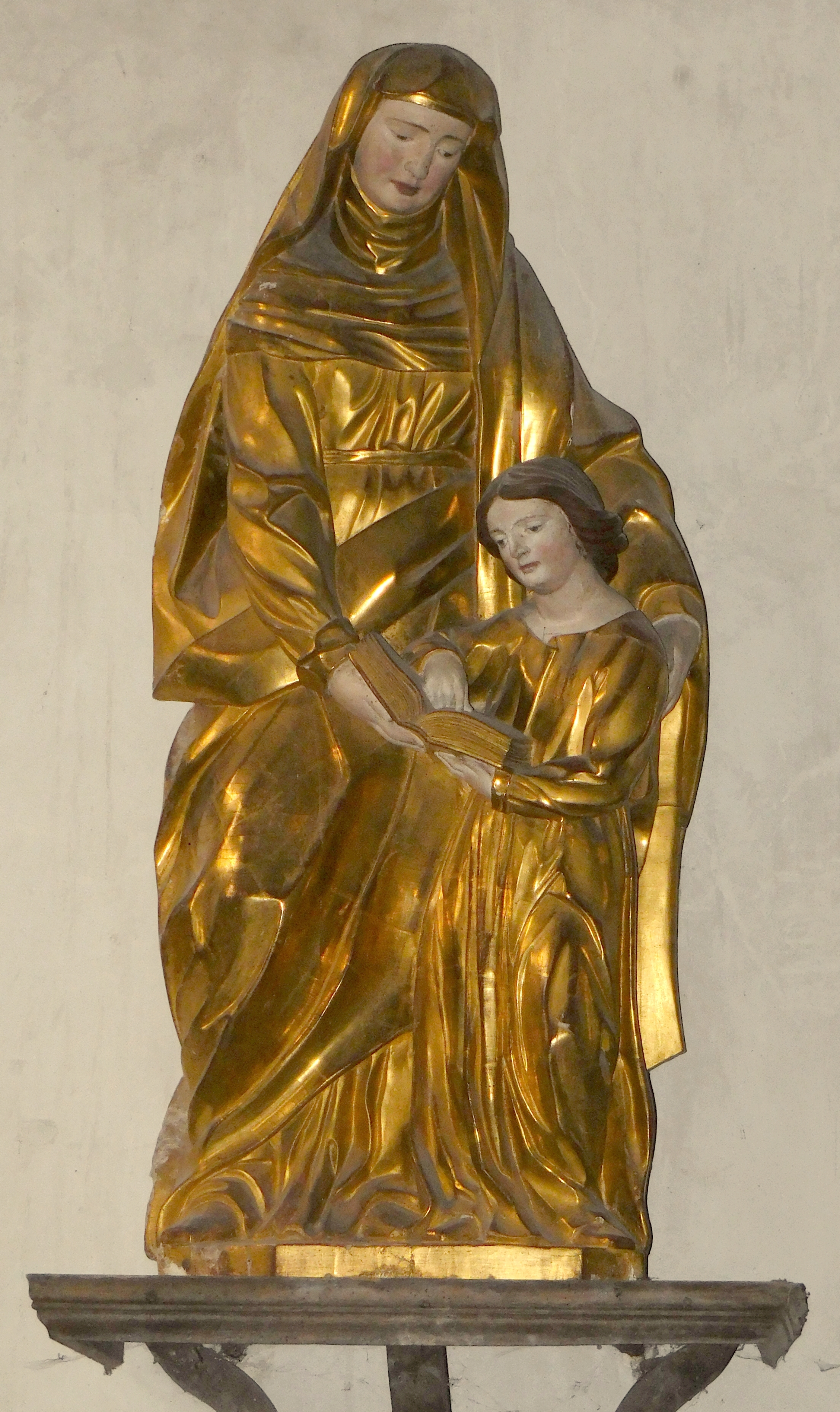
Sainte Anne et Marie
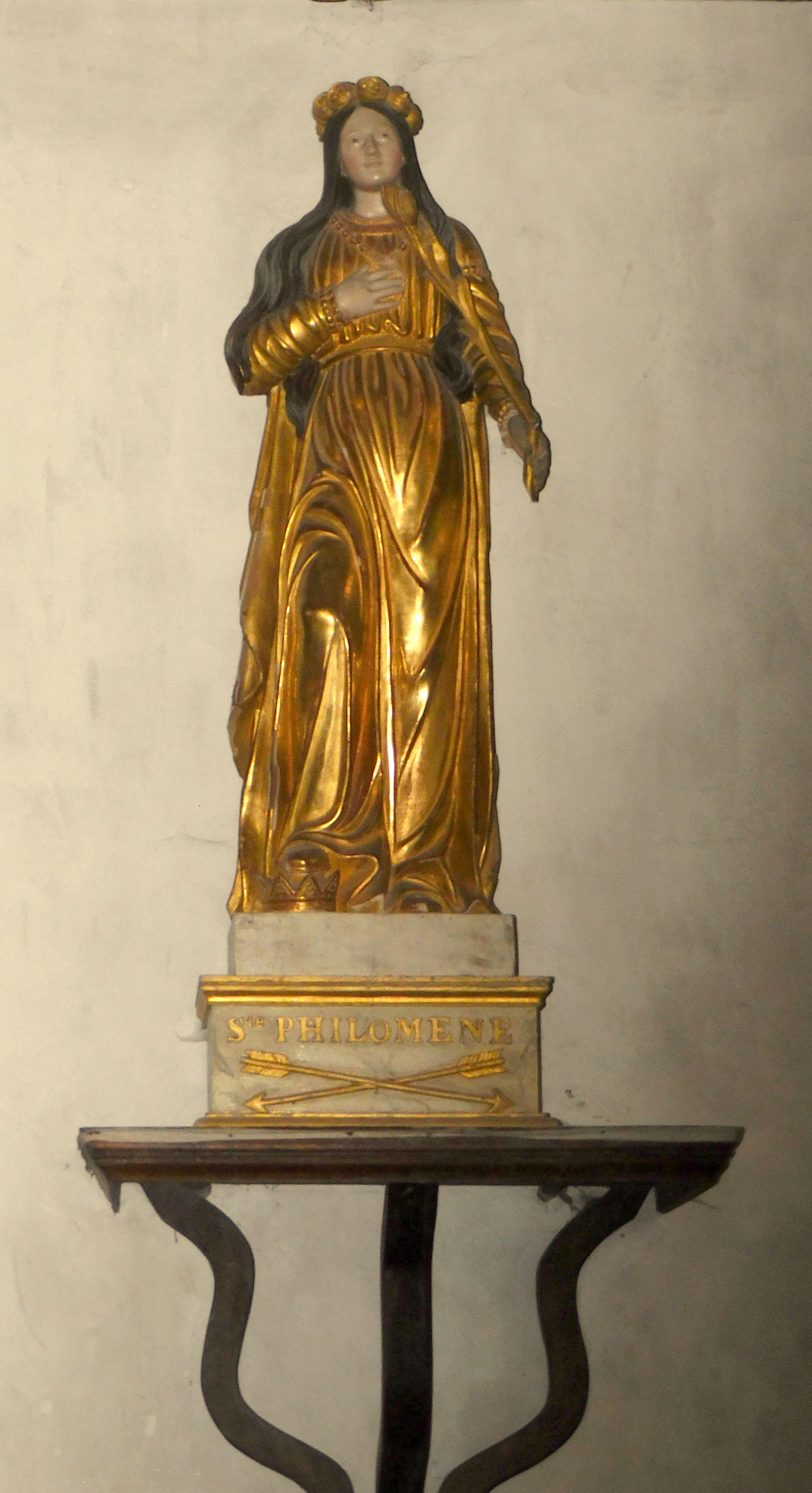
Sainte Philomène de Rome
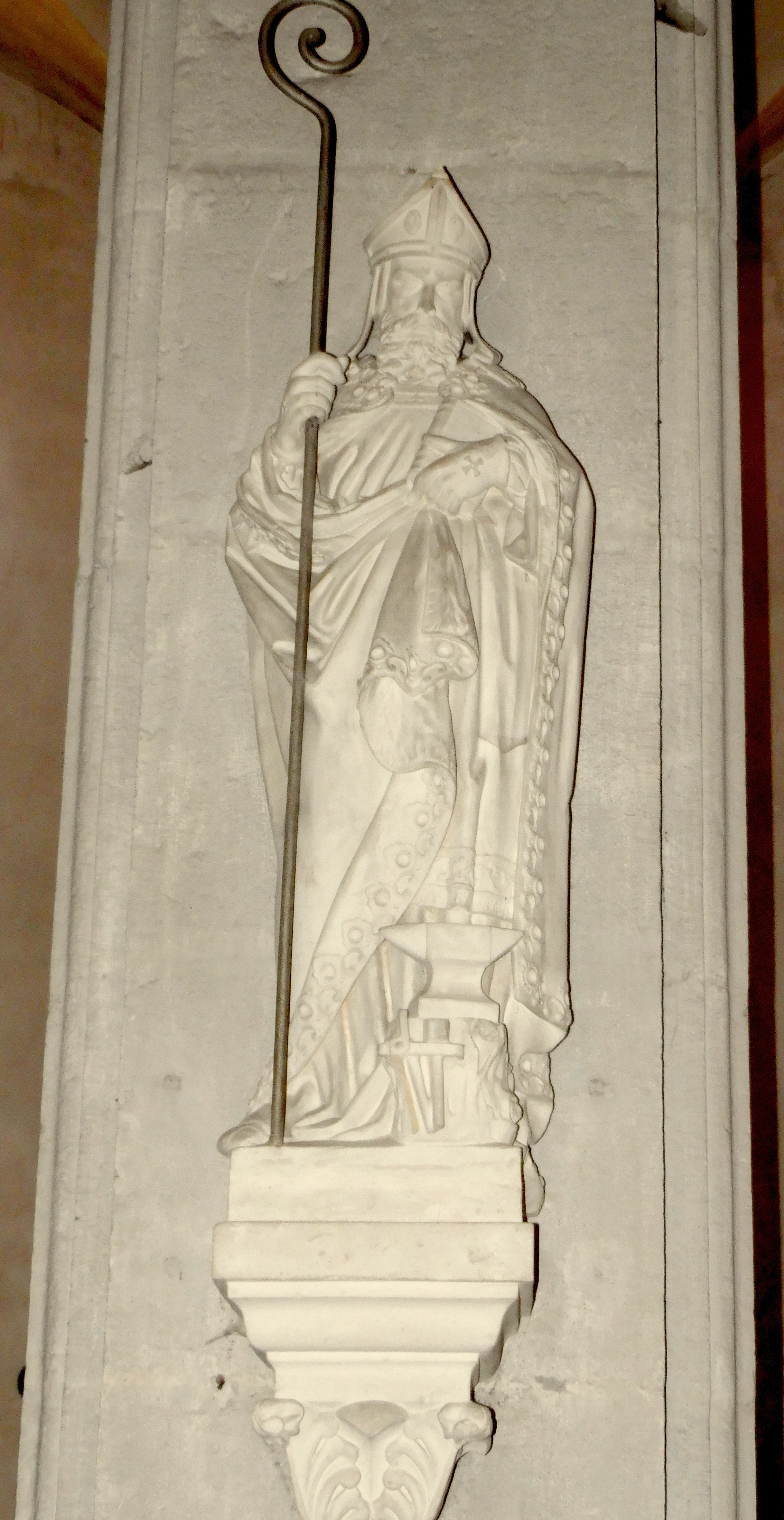
Saint Eloi

### Koepel

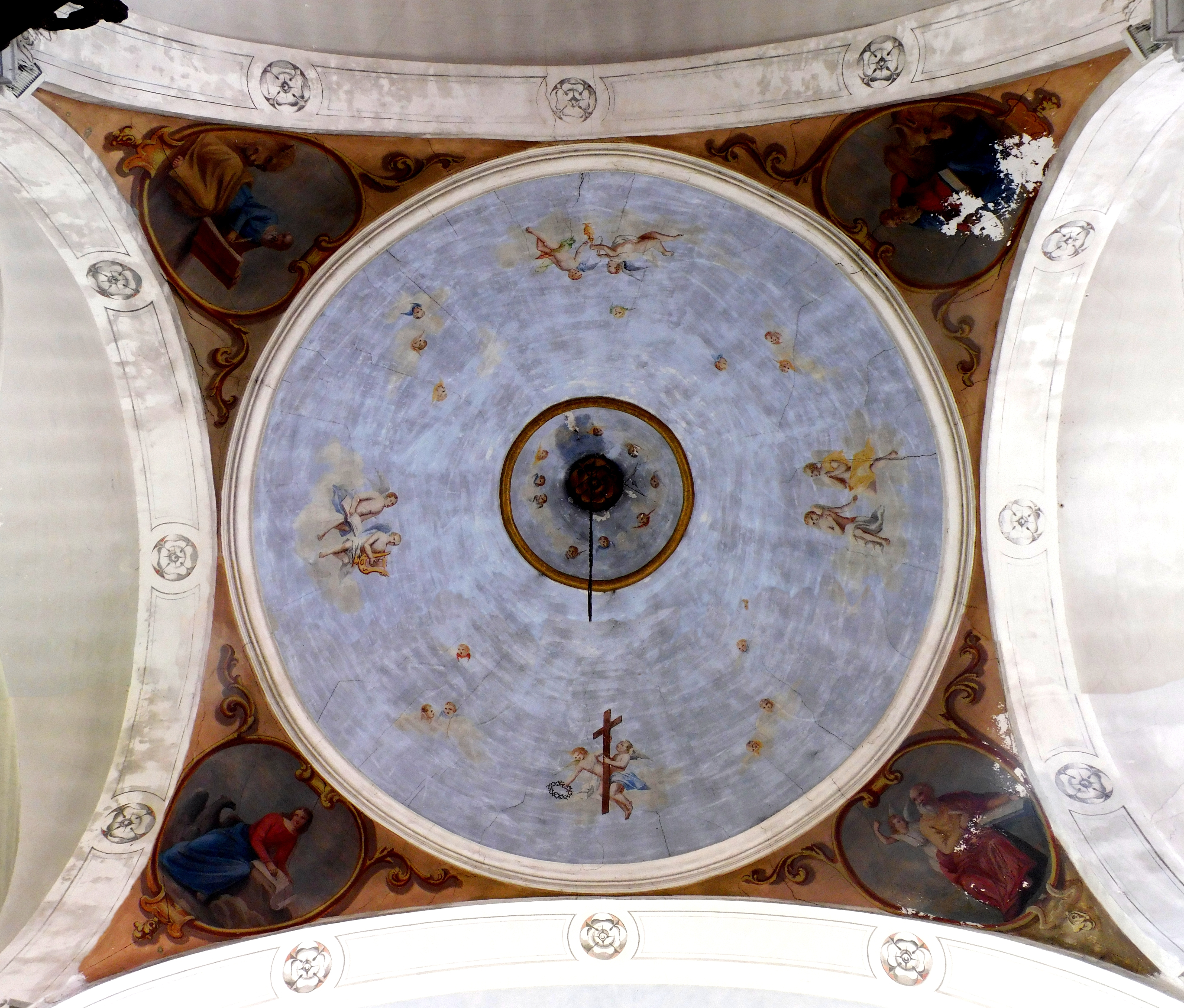
koepel

De koepel op het kruispunt van het schip en het transept is geïnspireerd door de koepel in de Sint-Pietersbasiliek in Rome. De koepel herinnert de gelovigen eraan dat hun eindbestemming niet op aarde maar in de hemel is. De goddelijke hemel is lichtblauw met in het midden de troon van God, de hemel is bevolkt door vier engelenparen: musicerende engelen, engelen met kruis en doornenkroon,  engelen met een wierookvat en biddende engelen.
Aan de vier zijden van de koepel, ingesloten door de kruisribben, zijn fresco's aangebracht van de vier evangelisten: Matthëus met de engel, Lucas met de stier, Marcus met de leeuw en Johannes met het boek der openbaringen.

### Transept
In de noordelijk dwarsarm bevindt zich het doopvont eveneens door Proyard de Vercel vervaardigd voor de somma van 100 livres, afgebeeld is de doop van Jezus in de Jordaan. Tegen oostwand staat het altaar gewijd aan Saint Joseph (de man van Maria).
In de zuidelijk dwarsarm staat de biechtstoel en tegen de oostwand het altaar gewijd aan "Notre-Dame Libération", het schilderij is van een onbekende maker. 
Het altaar was oorspronkelijk gewijd aan "Notre-Dame de Rosaire" maar werd in de 19e eeuw, waarschijnlijk na de uitbreiding van de kerk in 1852, gewijd aan de bevrijdster van de arbeiders van de zoutmijnen gedurende de Tienjarige Oorlog in Franche-Comté.

### Koor
Het koor symboliseert de goddelijke wereld. In het koor bevinden zich het altaar, het hoogaltaar en de zitplaatsen voor de priesters en acolieten, een deel van deze komen waarschijnlijk nog uit de oude kapel.
Achter het altaar bevindt zich het hoogaltaar vervaardigd door meester-beeldhouwer Augustin Fauconnet (Lièvremont, 16 december 1700 - Goux-lès-Usiers, 1 april 1781) voor een bedrag van 900 livres.
Het geheel is rijk versierd, verguld en bevat drie schilderijen: in het midden Saint Théodule, rechts Saint Etienne en links Saint Laurent (1758-1759), gesigneerd door Étienne Charton d'Autun (Autun, 7 september 1694 - Autun 1768).
Rechts naast de tabernakel brandt de godslamp ten teken dat er hostie in de tabernakel is.

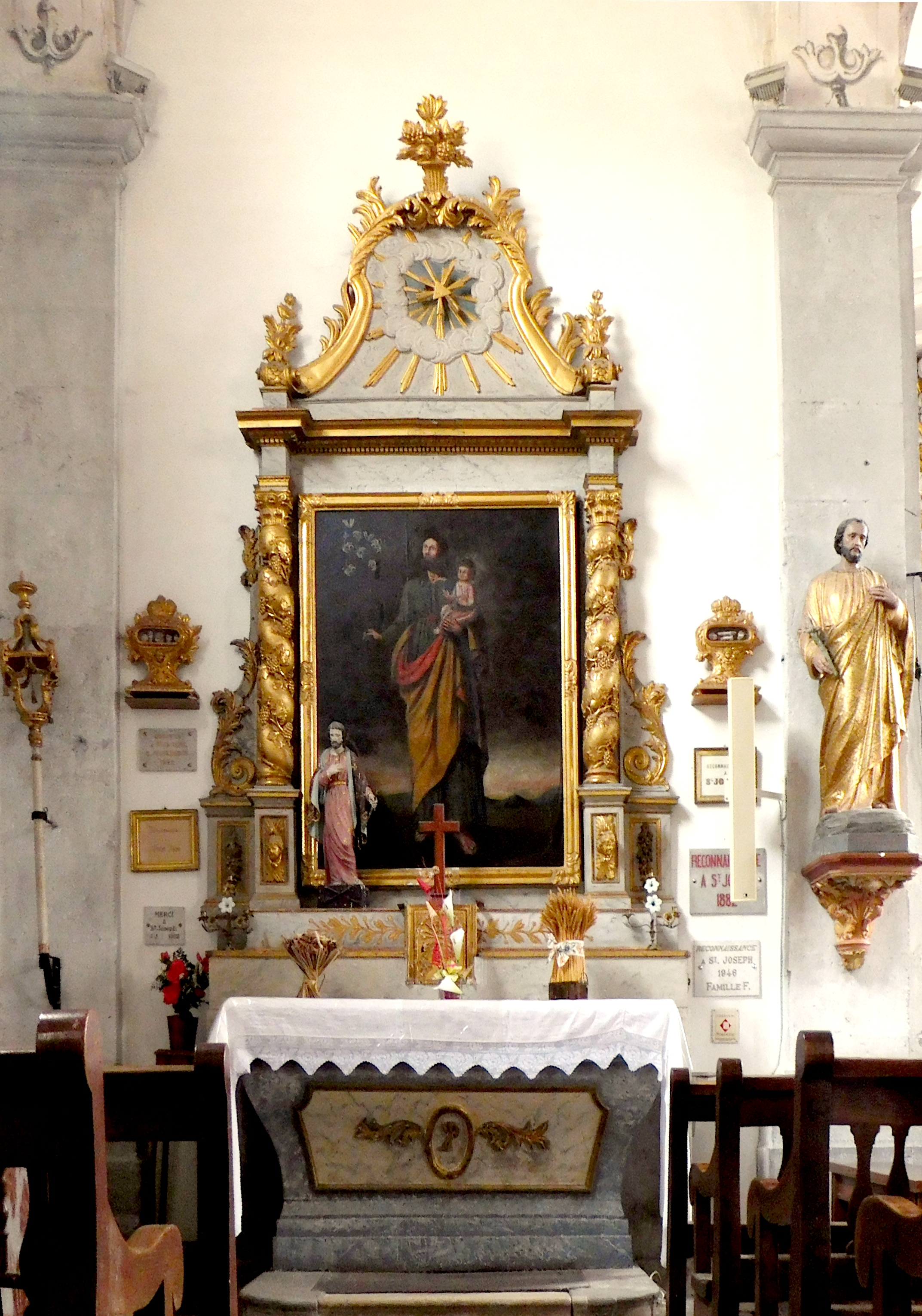
altaar Saint Joseph
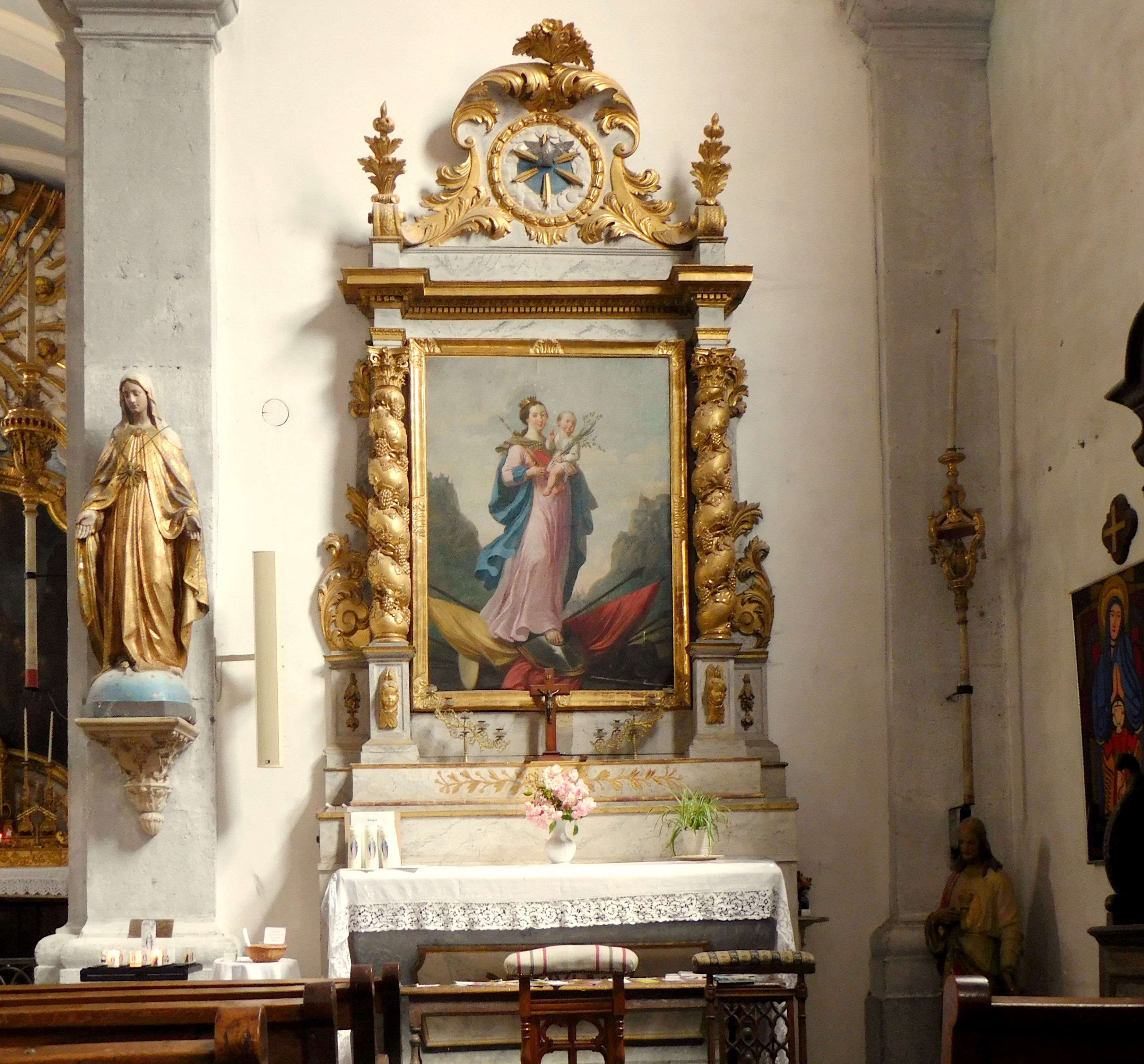
Notre-Dame Libération
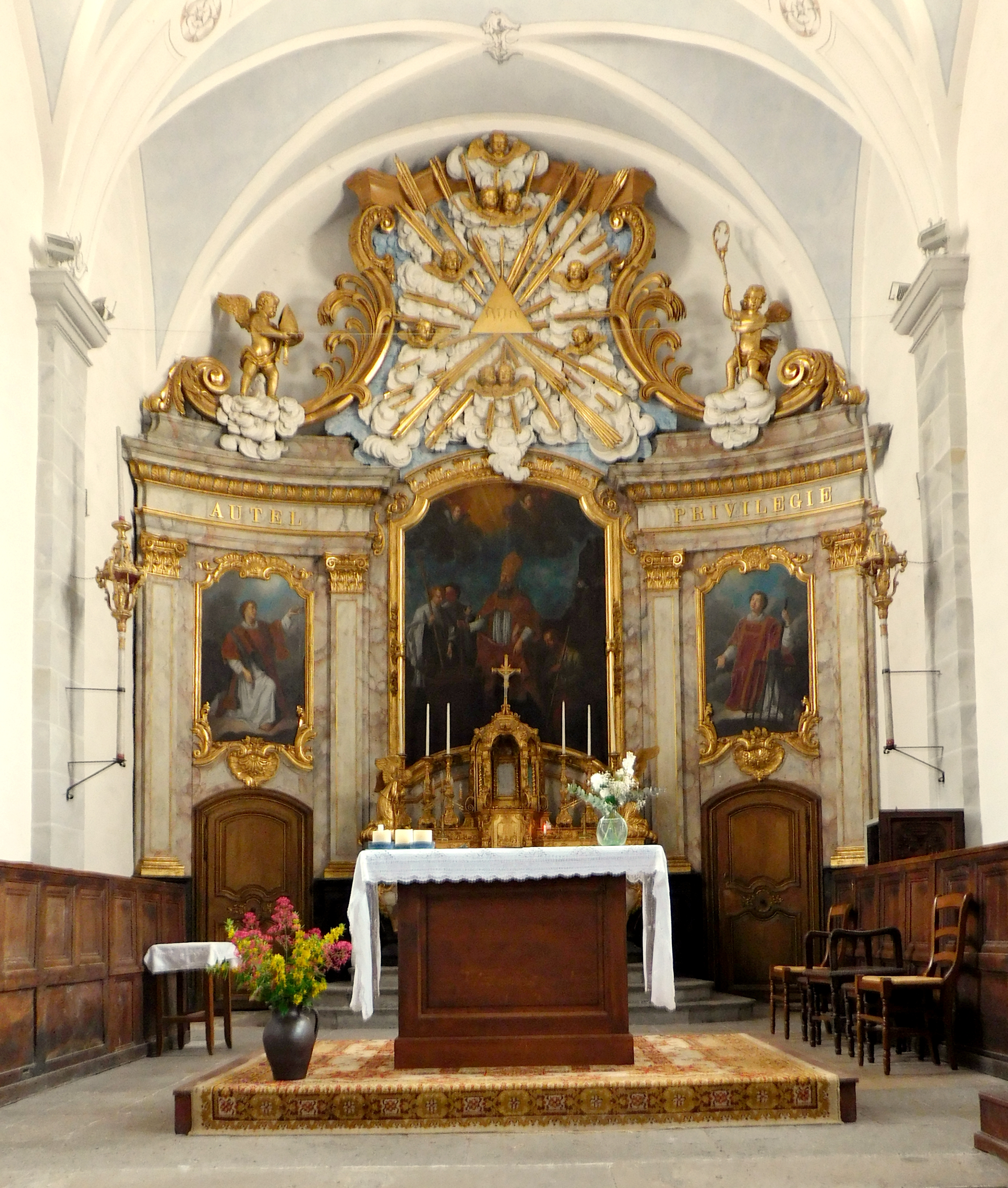
koor

### Ramen
De gebrandschilderde ramen stellen voor: Saint Vernier, Saints Ferréol et Ferjeux (beschermheiligen van Besançon), La Sainte Famille, Jeanne d'Arc, Saint Théodule,
Saint Dominique, Christus, Sainte Cécile, Sainte Philomène en Saint Joseph Marchant (heilige van de Comté).

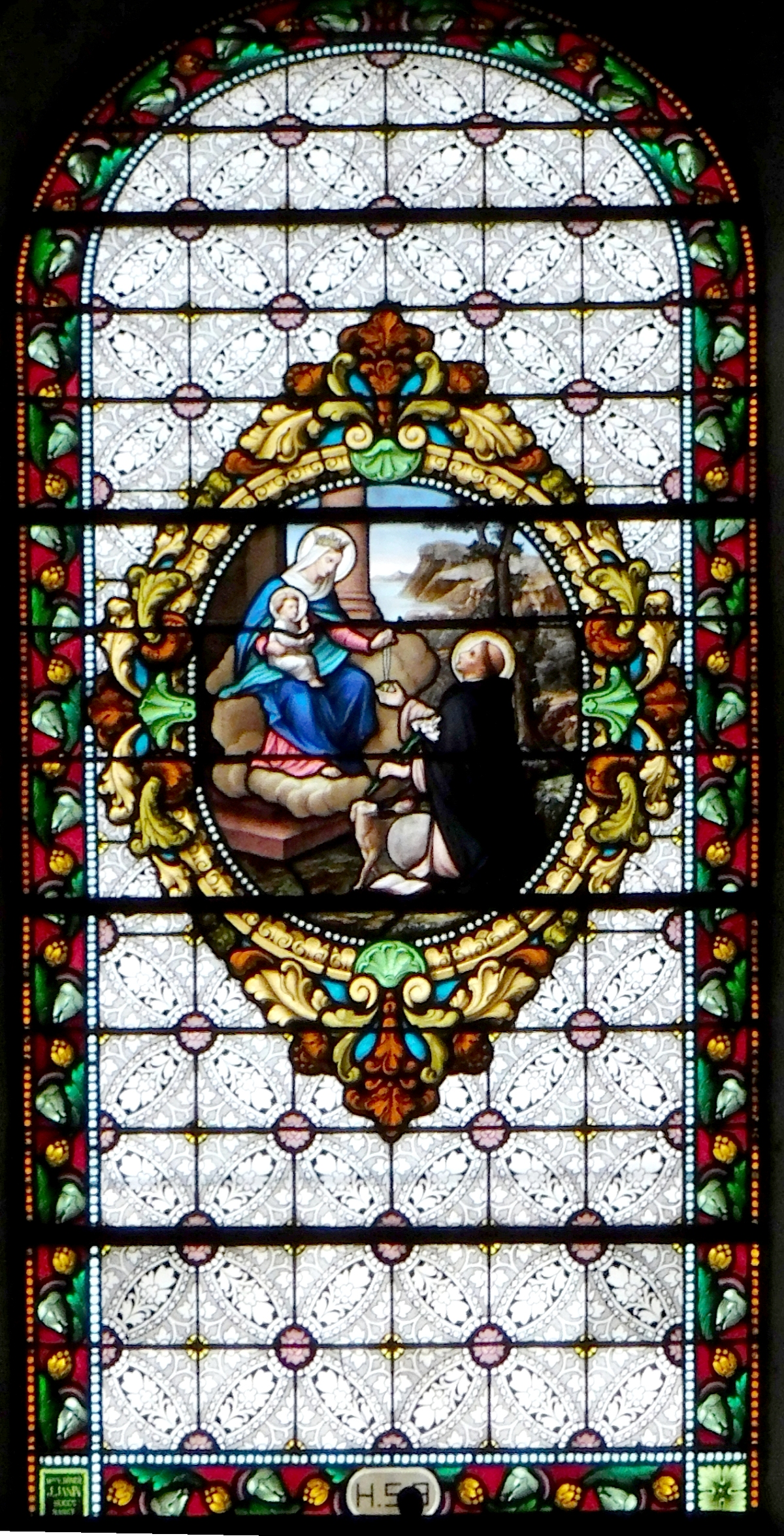
La Sainte Famille
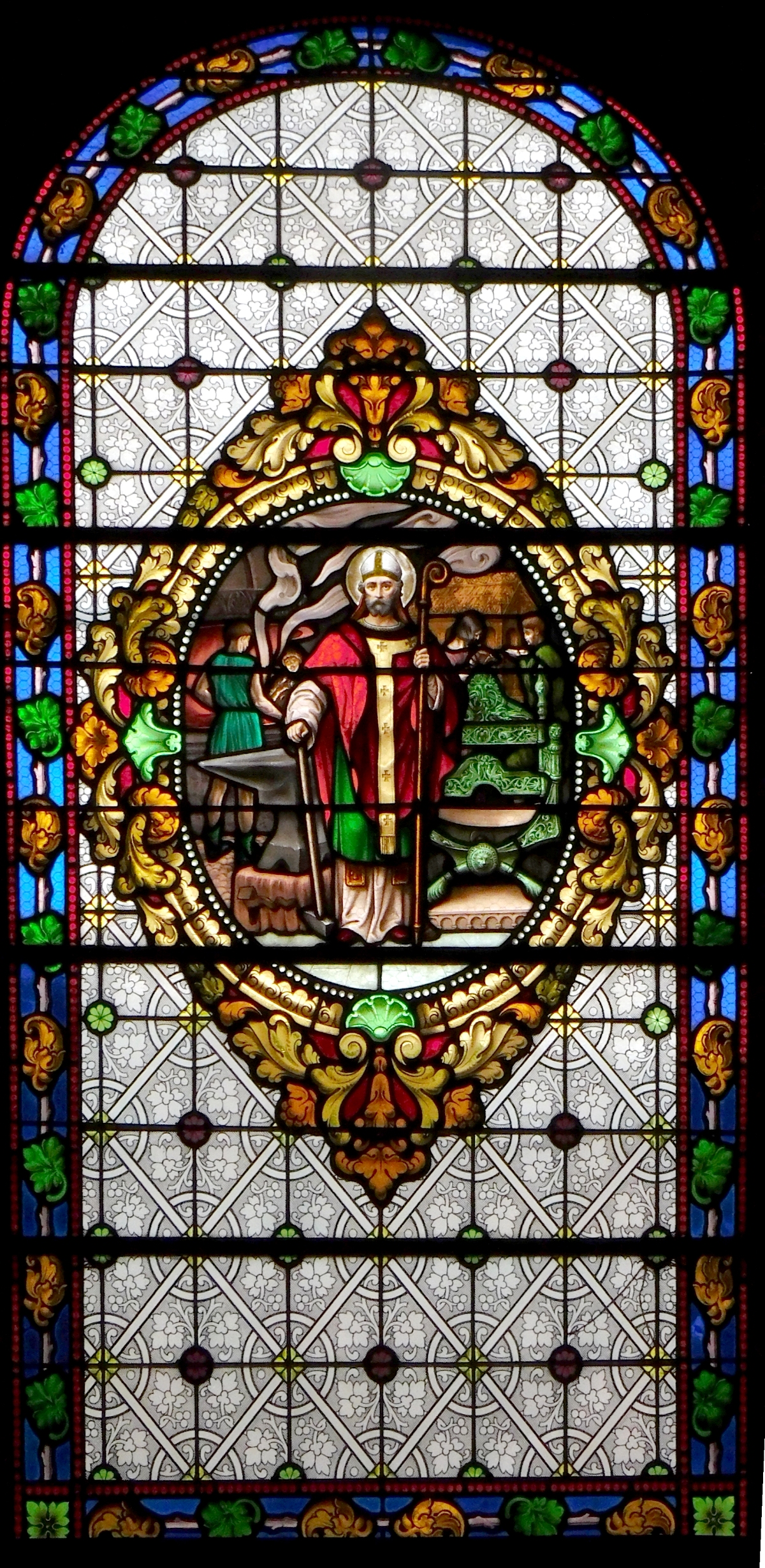
Saint Eloi
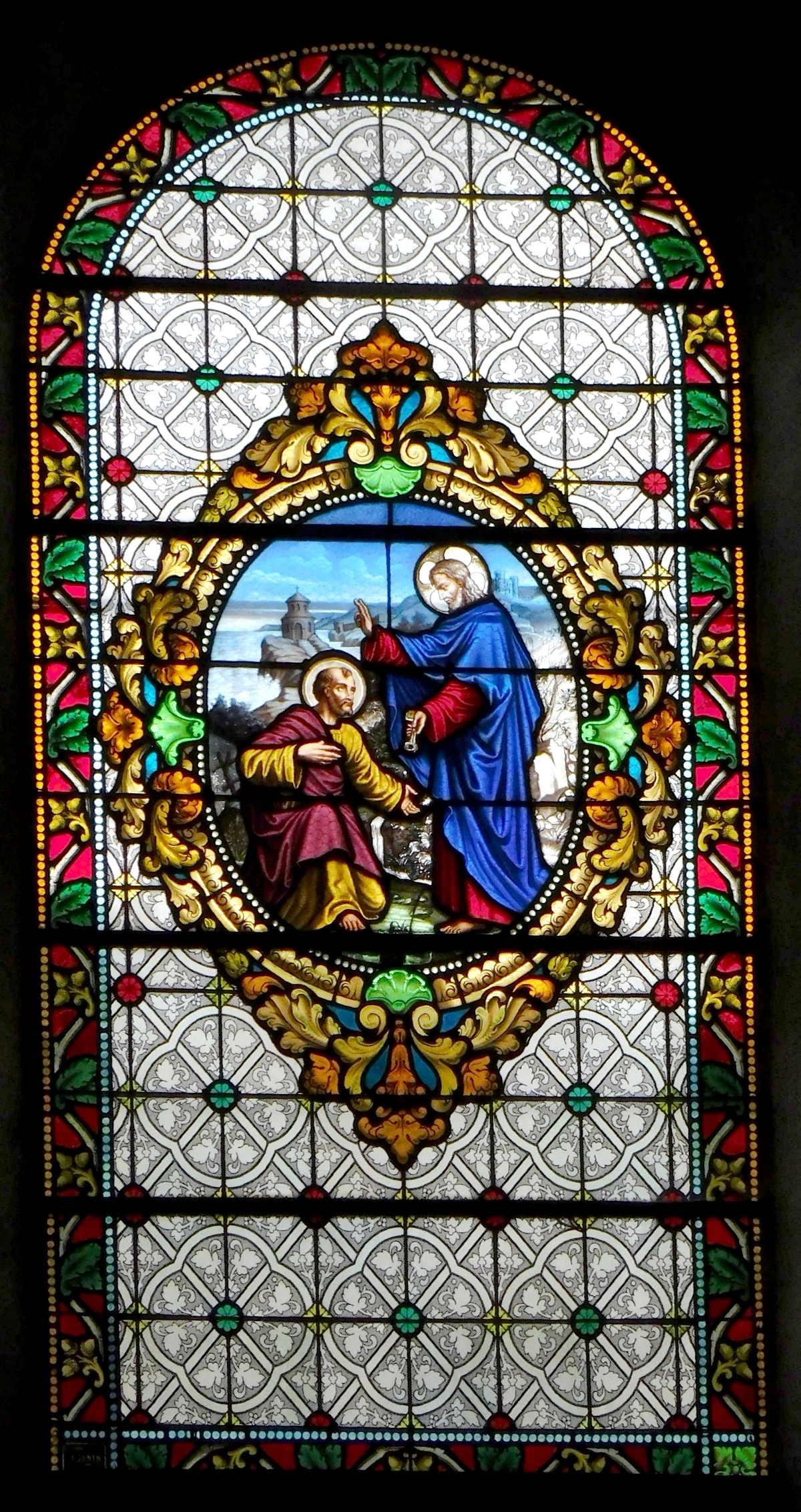
Christus geeft de sleutels van de hemel aan Petrus
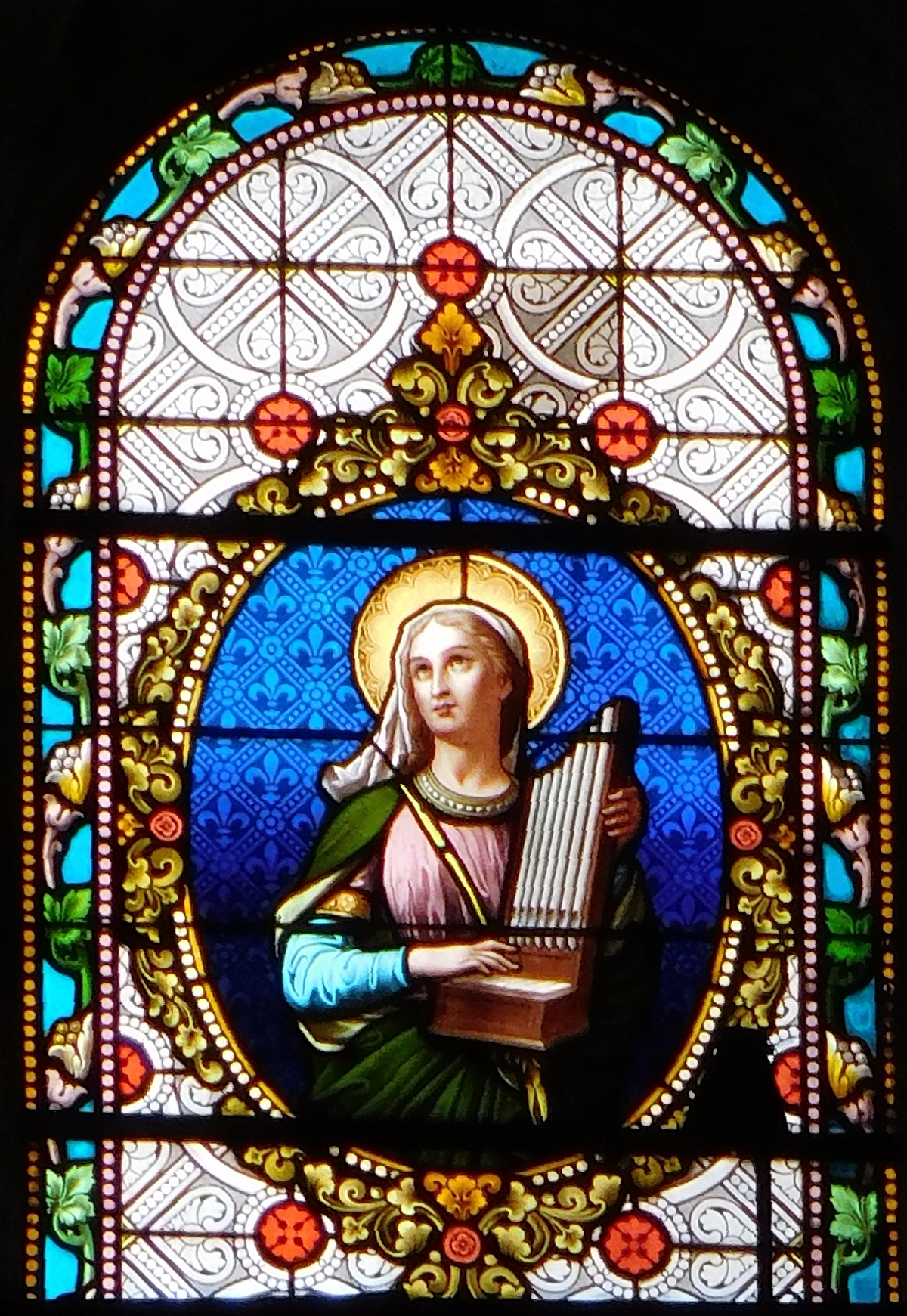
Sainte Cécille, patrones van de musici

### Orgel
De kerk heeft geen vast (pijp)orgel.